# Ichthyoelephas
Ichthyoelephas is een geslacht van straalvinnige vissen uit de familie van de nachtzalmen (Prochilodontidae).

## Soorten
- Ichthyoelephas humeralis (Günther, 1860)
- Ichthyoelephas longirostris (Steindachner, 1879)